# Paracrocidura
Genre
Paracrocidura est un genre de Soricomorphe de la famille des  Soricidae. Ce sont des sortes de musaraignes.

## Liste d'espèces
Selon ITIS (31 mars 2010) et Mammal Species of the World (version 3, 2005)  (31 mars 2010) :
- Paracrocidura graueri Hutterer, 1986
- Paracrocidura maxima Heim de Balsac, 1959
- Paracrocidura schoutedeni Heim de Balsac, 1956